# Gàl·lia Narbonesa
La Gàl·lia Narbonesa (llatí: Gallia Narbonensis) va ser una província romana creada l'any 121 aC coneguda inicialment com a Gàl·lia Transalpina, en oposició a la Gàl·lia Cisalpina. També es va conèixer amb el nom de Gàl·lia Bracata (llatí: Gallia Braccata, derivat del vestit dels gals), en oposició a la Gàl·lia Comata; o bé simplement amb el nom de Provincia (o Provincia Nostra), que va originar el nom de la Provença. Comprenia, aproximadament, el territori dels actuals Llenguadoc, Provença i Delfinat, i la capital era Narbo Martius (Narbona).

## Límits
En temps de Cèsar tenia com a límits:
- Al nord, la part alta del Roine i el llac Leman. Els al·lòbroges estaven inclosos dins de la Provincia, mentre que els nantuates n'eren fora.
- A l'est, els Alps fins a Òcelum (que ja era a la Gàl·lia Cisalpina); els voconcis encara eren dins de la Provincia.
- A l'oest els Pirineus, el riu Garona i el Mons Cevenna (les Cevenes) amb els volques arecòmics i les ciutats de Narbo, Carcaso i Tolosa, i els rutens provincials i els helvis (separats dels arverns per les Cevenes); més enllà del límit oest hi havia la resta de rutens, gàbals, niciòbroges i cadurcs, tots fora de la Provincia.

## Història

### Era preromana
La principal ciutat de la regió era Massàlia (avui Marsella), fundada pels foceus cap a l'any 600 aC i es va fer famosa pels seus vins. Als gals nadius, els Ligauns, els menciona Plini el Vell.
A la Segona Guerra Púnica Massàlia va estar aliada amb Roma contra Cartago, i la marina de la ciutat va auxiliar la flota romana contra Hanníbal. Per contra, els nadius gals van ajudar els cartaginesos. Encara que Anníbal va ser finalment derrotat, els massaliotes van perdre el control de les tribus de gal·les de la rodalia. El 218 aC, els romans van establir la colònia de Narbo.

### Conquesta romana

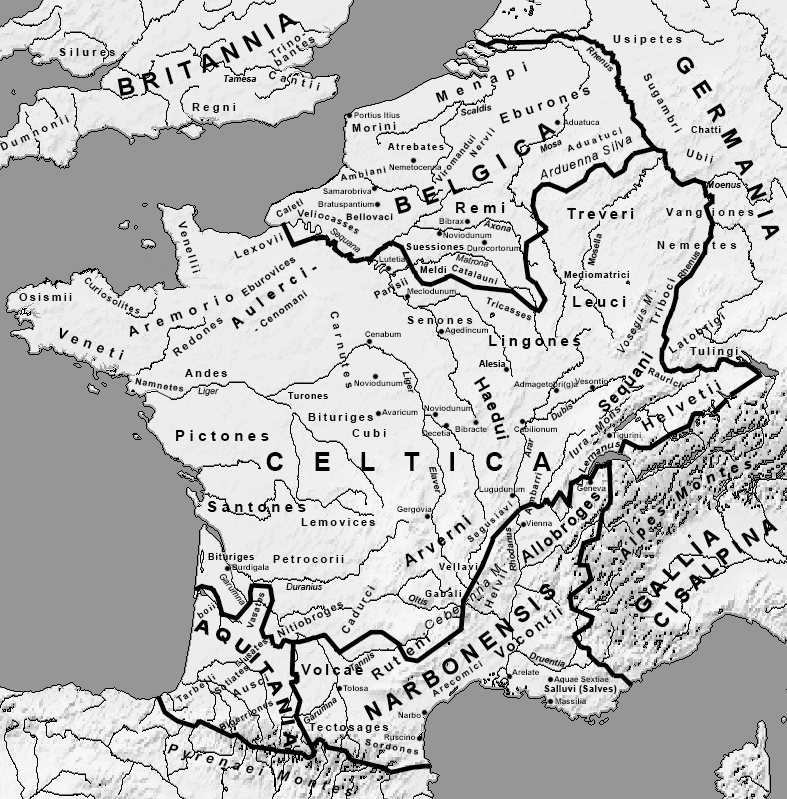
Divisió de la Gàl·lia segons les fonts clàssiques

Les tribus lígurs vivien als Alps, i els sal·luvis (un poble celta) al nord de Massàlia. Els romans van arribar a la zona cridats per Massàlia l'any 154 aC, tot enviant-hi un exèrcit romà que va mostrar la seva presència per a protegir els interessos de Massàlia i tenir les tribus sota control. El cònsol Marc Fulvi Flac es va encarregar de defensar Massàlia contra l'atac dels sal·luvis el 125 aC i es creu que va triomfar, perquè va rebre els llorers del triomf el 123 aC. El seu successor, Gai Sexti Calví, va anar més lluny i el 123 aC va ocupar la capital dels sal·luvis i hi va establir una guarnició, que va ser l'origen d'Aquae Sextiae (Ais de Provença). Després va sotmetre els sàl·lies, voconcis i al·lòbroges.
Altres victòries romanes les van dur a terme Gneu Domici Aenobarb i Fabi Màxim el 122 i 121 aC. Al primer hom li deu la primera via que va arribar a la regió, la Via Domitia o Via Domícia, que anava del Roine fins al coll del Pertús. L'any 120 aC, les tribus germàniques dels cimbres i els teutons van envair la zona. El 118 aC s'hi va fundar la colònia de Narbo Martius (Narbona), que va ser la primera colònia romana fora d'Itàlia. Els cimbres i teutons van arribar al regne de Nòricum, un territori aliat de Roma. Els romans s'hi van enfrontar a la batalla d'Arausio (Arausio, Aurenja), però van ser vençuts, amb unes pèrdues que es calculen de vuitanta mil soldats.
L'any 106 aC els conquerien Tolosa al país dels volques tectòsages dirigits pel cònsol Q. Servili Cepió. El domini sobre la Narbonesa es va assegurar després de la derrota dels gals de la resta de la Gàl·lia contra Juli Cèsar, el 57 aC. Amb Gai Màrius les tribus germàniques van ser vençudes els anys 102 i 101 aC. Pompeu va assegurar la regió pirinenca el 77 aC i 76 aC.
Les darreres mesures de control les va prendre Juli Cèsar durant la guerra de les Gàl·lies del 58 aC al 50 aC. Roma es va annexionar Massàlia després que Cèsar derrotés la seva flota el 49 aC a la guerra civil que l'afrontà amb Pompeu, ja que la ciutat n'era partidària.

### Romanització
La província va néixer amb el nom de Gallia Transalpina, encara que també era anomenada Provincia Nostra o simplement Provincia, nom del qual es va derivar l'actual Provença. Amb August i ja enterament sota poder romà, les Gàl·lies es van dividir en quatre províncies: Gàl·lia Belga (Gallia Belgica), Lugdunense, Aquitània i Narbonense. La Narbonesa era una província senatorial, mentre les altres eren imperials. Llavors va prendre el nom, agafat de la ciutat de Narbona. Malgrat que va ser Narbona (Narbo Martius) que li va donar el nom, hi havia altres ciutats al territori, i la principal era Nemausus (Nimes). Cal esmentar també Aquae Sextiae (Ais de Provença), Carcaso (Carcassona), Tolosa i fins a un total de 22 ciutats (i a part els poblets). Narbo Martius la van poblar veterans com d'altres ciutats de la província i l'any 22 aC va ser declarada capital provincial.
Al segle ii Narbo Martius va ser destruïda per un incendi i al segle iii assolada pels bàrbars (235-236). Amb Domicià (284-305) la província va formar part de la Diòcesi de les set províncies i entre 371 i 374 es va separar en dues províncies: la Narbonensis Prima (que bàsicament després va formar la Septimània) amb capital a Narbona i la Narbonensis Secunda (el nucli principal de la qual és la Provença) amb capital a Ais. El 462 els visigots la van ocupar.